# Thrown Away i Lodge Boy
Thrown Away i  Lodge Boy, Thrown Away je mladi junak iz legendi naroda srednjeg zapada i ravnica (Assiniboine, Hidatsa, Arapahoe, Sac, Menominee). Thrown Away i njegov brat Lodge Boy bili su blizanci (što se smatra snažnom i opasnom pojavom u mnogim kulturama ove regije) i također su bili iščupani iz majčine utrobe, što je još jedan značajan događaj. Posljedično, Thrown Away i njegov brat imali su jake magične moći. U većini verzija priče, Hestovatohkeo'o (Two Face) ili drugo opako čudovište (ili ponekad nasilni rođak) ubija trudnu majku Bačenog dok je njegov otac u lovu. Zlikovac jedno nerođeno dijete ostavi u kolibi, a drugo izbaci kroz vrata u dvorište ili u izvor vode. Zbog njihove magije, oba djeteta prežive, ali Lodge Boya (koji je bačen u kolibu) pronalazi njegov otac i odgaja ga u civilizaciji, dok Thrown Away (koji je bačen izvan kolibe) nije pronađen i odrasta u divljini. Na kraju se Thrown Away ponovno ujedinjuje sa svojim bratom, osvećuje majčinu smrt i nastavlja s avanturama ubijanja čudovišta. U nekim verzijama epa Lodge Boy je moralna osoba dok je Thrown Away zao; u drugima, Thrown Away je divlji i neciviliziraniji, ali obojica su općenito dobronamjerni junaci.
Domorodački nazivi: Lodge Boy (By-The-Door): Atutish (Hidatsa, also spelled A-tu-tish), Haw'atukuk or Wahi (Menominee); Thrown Away: Mahaash/Mahash/Ma-hash (Hidatsa), Wahinak'weakit (Menominee), Fåtcasigo (Creek).